# ヤマシタ
株式会社ヤマシタ（英: YAMASHITA, LTD.）は、日本の福祉用具レンタル、ホテル・病院リネンサプライ事業者。

## 概要
株式会社ヤマシタは日本の福祉用具レンタルサービスにおける先駆的存在であり、介護保険制度開始に先立つ1985年より福祉用具レンタルを開始。
全国11社の福祉用具レンタル・販売事業者によって構成されるネットワーク、エコールグループの会長を務める。
週刊ダイヤモンドにて、2020年度 ダイヤモンド経営者倶楽部の大賞「マネジメント・オブ・ザ・イヤー」受賞が掲載。

## 沿革
- 1963年（昭和38年）3月 - 静岡リネンサプライ株式会社を静岡県清水市（現在の静岡市清水区）に設立
- 1967年（昭和42年）4月 - 本社を静岡県島田市中河に移転、新工場を建設
- 1968年（昭和43年）6月 - 日本リースキン株式会社（現 株式会社トーカイ）より、静岡県・愛知県の地方本部を委任
- 1976年（昭和51年）4月 - 山下リネンサプライ株式会社に社名変更
- 1988年（昭和63年）4月 - 「ECOLホームヘルスケア・サービスシステム」による全国ネットの福祉用具レンタル・販売サービスを開始
- 1990年（平成2年）10月 - 一般社団法人シルバーサービス振興会認定、福祉用具レンタルサービスのシルバーマークを取得
- 1992年（平成4年）6月 - 財団法人医療関連サービス振興会認定、寝具類洗濯業務の医療関連サービスマークを取得
- 1993年（平成5年）4月 - 株式会社ヤマシタコーポレーションに社名変更
- 1994年（平成6年）12月 - 一般社団法人シルバーサービス振興会認定、福祉用具販売サービスのシルバーマークを取得
- 1997年（平成9年）6月 - 本社を静岡市に移転
- 2004年（平成16年）3月 - 一般社団法人シルバーサービス振興会認定「福祉用具の消毒工程管理認定基準」に合格
- 2011年（平成23年）4月 - 日商リネンサプライ株式会社の株式を取得
- 2014年（平成26年）3月 - 創立50周年[4]
- 2019年（平成31年）4月 - 株式会社ヤマシタコーポレーションから株式会社ヤマシタへ社名変更
- 2020年（令和2年）
  - 1月 ‐ 中国最大の都市である上海市にて「山下福至（上海）健康管理有限公司」を設立
  - 4月 - ECサイト事業を譲り受け、介護・医療・健康用品に特化した全18サイトの運営を開始
- 2021年（令和3年）6月 - AIサービス開発の株式会社エクサウィザーズと科学的介護の実践に向け、合弁会社「株式会社エクサホームケア」を設立

## 社長
歴代の社長は以下の通り。
| 代 | 氏名     | 在任期間        | 出身校                     | 生年月日      |
| -- | -------- | --------------- | -------------------------- | ------------- |
| 1  | 山下利一 | 1963年 - 1998年 | 海軍兵学校                 | 1927年1月26日 |
| 2  | 山下一平 | 1998年 - 2013年 | 慶應義塾大学商学部         | 1950年12月3日 |
| 3  | 山下和洋 | 2013年 -        | 慶應義塾大学法学部法律学科 | 1987年        |